# Батин
Батин — в ісламі означає щось приховане, таємне, неосяжне, езотеричне

1. В ідеологічній системі ісмаїлізму одна з двох доктрин — внутрішня, доступна лише втаємниченим;

2. В каламі — приховані, таємні, езотеричні прояви будь-якого буття;

3. Одне з 99 імен Аллаха. Ім’я зустрічається в Корані (57: 3)